# Apoštolát sv. Cyrila a Metoděje
Apoštolát sv. Cyrila a Metoděje pod ochranou blahoslavené Panny Marie (ve zkratce ACM) byl moravský katolický spolek založený Antonínem Cyrilem Stojanem v roce 1891, který usiloval o sjednocení katolické církve a pravoslaví a šíření cyrilometodějského odkazu u všech slovanských národů. Od roku 1910 vydával stejnojmenný časopis.